# Sergio Lozano (football)
Pour les articles homonymes, voir Sergio Lozano.
Sergio Lozano, né le 24 mars 1999 à Benimuslem, est un footballeur espagnol qui évolue au poste de milieu central au Levante UD.

## Biographie

### Débuts et formation
Sergio Lozano, né le 24 mars 1999 à Benimuslem, commence le football au Levante UD avant de rejoindre le Villarreal CF en 2011 à l'âge de 12 ans. Après être passé par toutes les catégories jeunes, il intègre en 2018 l'équipe réserve du club, le Villarreal CF B ou il effectue un total de 118 matchs pour 24 buts inscrit et 21 passes décisive délivrées, en Segunda División B, en Primera Federación et en Liga 2 durant 6 saisons.

### Villarreal CF
Il fait ses débuts pour son club formateur, le 7 décembre 2017, remplaçant Manu Morlanes, lors de la 6e journée du groupe A de Ligue Europa contre le Maccabi Tel Aviv (défaite 1-0).
Le 18 décembre 2019, Sergio Lozano retrouve le Villarreal CF, lors du 1er tour de Coupe du Roi contre le Comillas CF (victoire 5-0).

### Prêt au FC Cartagena
Le 13 aout 2020, Sergio Lozano est prêté une saison au FC Cartagena.
Il fait ses débuts pour le FC Cartagena, le 13 septembre 2020, lors de la 1ere journée de LaLiga2 contre le Real Oviedo (match nul 0-0).

### Levante UD
Le 6 juillet 2023, Sergio Lozano s'engage librement avec le Levante UD, il paraphe un contrat de trois saisons soit jusqu'en 2026.
Il fait ses débuts pour Levante UD, le 11 aout 2023, lors de la 1ere journée de LaLiga2 contre le SD Amorebieta (match nul 1-1).
Le 19 aout 2023, lors de la 2e journée de LaLiga2 contre le Burgos CF,Lozano inscrit son premier but et sa première passe décisive avec le Levante UD (victoire 3-2).
Le 1er juin 2025, lors de la 42e journée de LaLiga2 contre le SD Eibar, le Levante UD l'emporte 1 à 0 et termine 1er de LaLiga2 et accède à LaLiga,.

### Parcours en sélection
Sergio Lozano est international junior espagnol ayant joué pour l'Espagne -16 ans pendant l'année 2014 pour un total de un match joué.

## Palmarès

### En club
- Levante UD
  - Champion d'Espagne de LaLiga2 en 2025